# ساریلار
ساریلار (به ترکی استانبولی: Sarılar) شهری است در کشور ترکیه که در استان آنتالیا واقع شده‌است. جمعیت این شهر بر اساس سرشماری سال ۲۰۰۸ میلادی ۷٬۵۰۹ نفر و بر اساس برآوردهای سال ۲۰۰۹ میلادی ۸٬۴۶۸ نفر می‌باشد.